# كوننا الرياضي (كتاب)
كتاب كوننا الرياضي: البحث عن الطبيعة المطلقة للواقع (بالإنجليزية: Our Mathematical Universe: My Quest for the Ultimate Nature of Reality) للفيزيائي وعالم الكون السويدي الأميركي ماكس تيغمارك والذي صدر في عام 2014، وما يميَز هذا الكتاب كتابته بطريقة علمية بسيطة، وفيه يناقش تيغمارك النقٌاد في صحيفة نيويورك تايمز بما يسمى المسح الإعلامي لتطورات الفيزياء الفلكية ولنظرية الكم.
حيث يفترض تيغمارك أن الواقع هو عبارة عن بنية رياضية وأنَ البنيه الرياضيَة للكون لها تأثيرات على الطريقة التي يناقش بها الباحثون الأسئلة الفيزيائية.

## الملخص
يعد العالم تيغمارك من الباحثين في مجال الفيزياء الفلكية النظريَة وعلم الكون، وكان له أبحاث علميَة في هذين المجالين، ولكن في هذا الكتاب يدمج تيغمارك ما بين السيرة الذاتية وحس الفكاهة لشرح وتحليل الكون.
فيبدأ الكتاب بافتراض موت ماكس تيغمارك في حادث دراجة ليس في واقعنا، وإنما في أكوان متوازية آخرى، وينقسم بقية الكتاب إلى ثلاثة أقسام:
1. يتحدث القسم الأول عن تحديد موقعنا في الكون أو في الأكوان المتعددة.
2. يتحدث في القسم الثاني يتحدث من منظور فيزياء الجسيمات وميكانيك الكم.
3. في القسم الثالت يربط أفكاره المتضاربة حول الطبيعة الرياضيَة للواقع مع وجهة نظر علميَة، وفي نهاية الكتاب افترض تيغمارك أنه للأكوان المتعددة أربعة مستويات مختلفة.

كتب أندريو ليدل في وصف كتاب لمجلة نيتشر:
«الذي يسعى تيغمارك لإيصالنا إليه هو المستوى الرابع من الأكوان المتعددة ويؤكد أن هذا المستوى لايصف الرياضيات فقط ولكن في الواقع هو الرياضيات.»

## الاستقبال

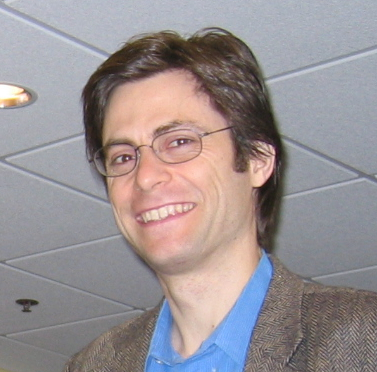
ماكس تيغمارك مؤلف كتاب «كوننا الرياضي».

تركزت الآراء حول الكتاب على قدرة تيغمارك في طرح المواضيع العلميَة يشكل لطيف ومحبب للقارئ وللناس فمثلًا كتبت صحيفة الغارديان حول ذلك:
«لقد كتب البروفيسور ماكس تيغمارك المدرس في  معهد ماساتشوستس للتكنولوجيا حول الكون ونظرية الكم مع كوكب الأرض.»
ويبدو أن نقد الكتاب يعكس انتقادين بارزين حول فرضية الكون الرياضي الأول: اعتراض إلى تفسير العوالم بشكل سلس ومليء بالحكايات المسليَة والمقارانات المتعددة لميكانيك الكم والاعتراض الثاني على ادعاء تيغمارك للمثالية الأفلاطونية.
كتب الصحفي بيتر ووت إيجابًا عن الكتاب في صحيفة وول ستريت جورنال:
«لقد جاءت القوة العظيمة للنظريَة العلميَة العالمية من إصرارها على أنه يجب على المرء قبول الأفكار القائمة على الأدلة التجريبية وليس على المنطق الميتافيزيقي.»

أَمَا الصحفي أمير ألكسندر فكتب مابين السلبية والإيجابية معبرًا عن رأيه في الكتاب في صحيفة نيويورك تايمز:
«من الصعب الحكم فيما إذا الكون الرياضي هو انتصار لأينشتاين أو طريق ديكارتي مسدود.»
ببساطة فإن استنتاجاته بعيدة عن حدود العلم السائد اليوم وهناك أمل ضئيل في ظهور أدلة قاطعة في أي وقت قريب، ولكن الكتاب يحاور ببراعة وبشكل جميل ولطيف ويثير التفكير حول أعظم أسرار وجودنا.